# Vikýřovice
Vikýřovice (in tedesco Weikersdorf) è un comune della Repubblica Ceca facente parte del distretto di Šumperk, nella regione di Olomouc.